# Аллилуйя (фильм, 2014)
«Аллилуйя» (фр. Alleluia) — франко-бельгийский фильм-триллер 2014 года, поставленный режиссёром Фабрисом Дю Вельц.
Премьерный показ фильма состоялся 22 мая 2014 в рамках Двухнедельника режиссёров на 67-м Каннском международном кинофестивале. Фильм номинирован в 8-ми категориях на получение в 2016 году бельгийской национальной кинопремии «Магритт», в частности за лучшую режиссерскую работу Фабриса Дю Вельц.

## Сюжет
Глория решает оставить мужа и убегает с двумя детьми, чтобы начать новую жизнь. Через сайт знакомств она знакомится с мужчиной своей мечты Мишелем. Был прекрасный вечер в ресторане и довольно бурная ночь; все настолько безупречно, что на утро Глория уже не может представить свою жизнь без Мишеля. Но она узнает, что Мишель —
профессиональный жиголо, который знакомится с богатыми вдовами и живёт за их счет. Но страсть уже полностью овладела Глорией: чтобы не расставаться с Мишелем, она становится верной компаньонкой Мишеля и, изображая его сестру, помогает ему во всех его начинаниях. Однако, патологические ревность не дают Глории сосредоточиться на этом деле и это вскоре приводит к убийствам…

## В ролях
| Актёр         | Роль    |
| ------------- | ------- |
| Лоран Люка    | Мишель  |
| Стефан Биссо  | Мадлен  |
| Лола Дуэньяс  | Глория  |
| Давид Муржиа  | Луис    |
| Элена Ногерра | Солэндж |